# Hans Kania
Hans Leopold Kania (* 10. Juli 1878 in Berlin; † 16. April 1947 in Potsdam) war ein deutscher Gymnasiallehrer, Kunst- und Stadthistoriker.

## Leben und Wirken
Hans Kania legte 1897 seine Reifeprüfung am Viktoria-Gymnasium in Potsdam ab. Von 1897 bis 1901 studierte er Philosophie, Geschichte und Germanistik an der Universität Berlin und promovierte dort 1901 zum Dr. phil. Als Gymnasiallehrer war er ab 1904 am Friedrichs-Realgymnasium Berlin-Kreuzberg tätig und erhielt 1916 den Professorentitel. Seit 1918 unterrichtete er am Viktoria-Gymnasium Potsdam. Nach seiner 1935 erfolgten Beurlaubung aus dem Schuldienst wurde ihm das Amt eines Stadthistorikers von Potsdam übertragen. Er war Mitarbeiter verschiedener Vereine und Kommissionen, die sich mit der Geschichte und Denkmalpflege in Potsdam beschäftigten. Auch nach 1945 galt er noch als Stadtchronist und arbeitete bis 1945 als Kulturreferent bei der Provinzialverwaltung.

## Veröffentlichungen (Auswahl)
- Das Verhalten des Fürsten Leopold von Anhalt-Dessau vor der Schlacht von Kesselsdorf. Krämer, Potsdam 1901 (= Dissertation Universität Berlin).
- Die Architektur der Stadt Potsdam im 18. Jahrhundert. Weidmann, Berlin 1909.
- Friedrich der Große und die Architektur Potsdams. 3. Aufl. Jaeckel, Potsdam 1912.
- Graf Schlieffen, der Chef des großen Generalstabes als Vorbereiter des großen Krieges. 2. Aufl. Jaeckel, Potsdam 1915.
- 500 Jahre Hohenzollern. Stiftungsverlag, Potsdam 1915.
- Potsdamer Baukunst. Eine Darstellung ihrer geschichtlichen Entwicklung. 3. Aufl. Deutscher Kunstverlag, Berlin 1926 (Neuausgabe: docupoint-Verlag, Magdeburg 2008, ISBN 978-3-939665-70-0).
- Barbarina und Lichtenau. Aus Preußens galantem Jahrhundert. Hayn, Berlin 1928.
- Der Große Kurfürst. Teubner, Leipzig 1930.
- Begegnung in Sanssouci. Die schönsten Fridericus-Bilder Adolph von Menzels als Spiegel des Lebens Friedrichs des Großen. 2. Aufl. Furche-Kunstverlag, Berlin 1930.
- Märkisches Heimatbuch. 2. Aufl. Weidmann, Berlin 1930.
- Staatsbürgerkunde auf Grund vergleichender geschichtlicher Übersichten. 6. Aufl. Teubner, Leipzig 1932.
- Karl Friedrich Schinkel – Lebenswerk. Deutscher Kunstverlag, Berlin 1939.
- Geschichte des Viktoria-Gymnasiums zu Potsdam. Bonness & Hachfeld, Potsdam 1940.
- Das alte Potsdam des Prof. Dr. Hans Leopold Kania. Historische Beiträge Kanias in der "Potsdamer Tageszeitung", hrsg. von Kurt Baller u. Marlies Reinholz. Drei Bände. docupoint-Verlag, Magdeburg 2006/2007